# Dicranomyia laticincta
Dicranomyia laticincta là một loài ruồi trong họ Limoniidae. Chúng phân bố ở miền Australasia.